# Czernogorowo (obwód Chaskowo)
Czernogorowo (bułg. Черногорово) – wieś w Bułgarii, znajdująca się w obwodzie Chaskowo, gminie Dimitrowgrad.